# Warframe
Warframe es un videojuego de disparos en tercera persona gratuito de modalidad jugador contra entorno individual o cooperativo, aunque posee una modalidad jugador contra jugador en los modos de juego conocidos como Cónclave y Lunaro. El juego es desarrollado por la compañía Digital Extremes para Microsoft Windows, PlayStation 4, PlayStation 5, Xbox One, Xbox Series X|S y Nintendo Switch. Permite jugar en modo multijugador hasta un máximo de cuatro jugadores y, desde noviembre de 2022 se logró permitir el juego cruzado entre plataformas. Desde enero de 2024, también permite sincronizar las partidas guardadas entre distintas plataformas. Está en desarrollo una versión para dispositivos Android.
La trama de la historia se desarrolla en un futuro posapocalíptico luego del colapso de la civilización Orokin, en la que el jugador desempeña el papel de los Tenno, que controlan a los Warframes, unas máquinas de guerra diseñadas por los Orokin durante el evento que recurrentemente se menciona: "La Antigua Guerra". Los objetivos del jugador incluyen el descubrir los eventos que resultaron en el colapso de los Orokin y el origen de los Tenno, coleccionar armamento, herramientas, mascotas y mods. La historia se desarrolla por capítulos denominados "Aventuras", en los que descubriremos sucesos sobre el mundo que nos rodea. Estas aventuras se pueden volver a jugar en cualquier momento, y no interrumpen el juego libre salvo en contadas ocasiones, como en la "Nueva Guerra". En todas seremos recompensados con nuevas mecánicas, armas y/o warframes. 
Si bien la gran mayoría de las misiones del juego utilizan niveles generados por procedimientos, también existen zonas de mundo abierto similares a las de otros juegos en línea, así como niveles diseñados previamente. Si bien el videojuego incluye mecánicas de disparos, también incluye mecánicas de combate cuerpo a cuerpo, de plataformas, parkour, puzzles y minijuegos que recompensan al jugador con mejoras. 
El videojuego se mantiene rentable por las microtransacciones, en su mayoría cosméticas pero que también permiten a los jugadores comprar objetos para saltarse requisitos de grind.

## Subiendo de Nivel
Los Warframes requieren afinidad, convencionalmente conocida como puntos de experiencia (XP), con el fin de alcanzar el nivel más alto (con un máximo de 30 o 40 en algunos casos). Los Warframes suben de nivel por separado de los demás y del jugador hasta llegar a un máximo. Durante las misiones, los jugadores son recompensados con XP a través de acciones como eliminar enemigos, usar habilidades, completar objetivos, revivir amigos caídos o simplemente completar la misión. Con cada nivel, un Warframe gana sucesivamente capacidad de mods, con los que se puede mejorar aún más, de forma individual, cada jugador decide qué mods utilizar. También se puede instalar un "reactor orokin" (en el caso de los Warframe, compañeros y vehículos) o un "Catalizador orokin" (en el caso de las armas), con el que doblar la capacidad de puntos para uso de mods, hasta un máximo de 60 (80 en algunos casos). También con cada nivel se obtienen incrementos pasivos de escudos, salud, capacidad de energía, así como armadura. 
Maestría: (Puntos de experiencia en el juego)
Se obtienen 200 puntos de maestría por cada nivel que suba el compañero o arma suba, y 300 en el warframe. Los aumentos de estados recibidos al subir de rango se calculan del valor base del Warframe para cada estado, previniendo que los módulos afecten la bonificación.

## Atributos de Warframe
Los Atributos son los estados y la funcionalidad de los warframes como la Salud, la Armadura, los Escudos, la Energía y la Velocidad de Movimiento. Cada warframe es único, ya que cada uno tiene una combinación distinta de estos y sus propias habilidades distintivas en conjunto con una habilidad pasiva.
Las habilidades pueden ser mejoradas a base de atributos conocidos como: Duración, Fuerza, Eficiencia y Rango.

## Cosméticos de Warframe
Cada Warframe se puede equipar con diversos tipos de equipo alternativo o diseños. Estos objetos cosméticos incluyen Cascos, Syandanas, Armaduras, Efímeros, Animaciones de Inactividad y Emblemas holográficos (del clan o algún evento).
Algunos de estos objetos están disponibles por defecto, otros pueden o bien ser comprados desde el Mercado o hallados como planos a través del sistema de La Onda Nocturna. O bien obtenidos a través del asesinato de objetivos como los Liches de Kuva o las Hermanas de Parvos, como es el caso de los efímeros. También pueden obtenerse a través de los numerosos eventos que suelen ocurrir o en un drop de Twitch. Además, existen códigos canjeables que pueden proporcionar recompensas únicas, los cuales puedes encontrar en Webs especializadas.

## Desarrollo
La historia del desarrollo del juego Warframe ha sido objeto de análisis por parte de diversas personalidades reconocidas, y por medios de comunicación. De la mano del estudio Digital Extremes, el concepto original de este juego se remonta al primer teaser del juego Dark Sector mostrado el año 2004, en el cual se mostraban aspectos estéticos, de ambiente, y de jugabilidad que; luego de una serie de traspiés; serían retomados el año 2012 por el estudio padre de Warframe en medio de una crisis que los tuvo al borde de la quiebra.
El estudio Digital Extremes, hasta entonces acostumbrado a trabajar para contratos externos, decidió apostar por su idea propia, hacerse cargo de la distribución del juego además del desarrollo, y hacer el juego que habían pensado originalmente para Dark Sector, pero que no habían podido realizar hasta entonces.
Con la intención de refrescar el juego constantemente, el equipo de desarrollo y diseño de Digital Extremes llevó a la práctica una intensa comunicación con su base de jugadores, comunicación que constantemente se vio reflejada en el desarrollo del juego.